# استان شبوه
استان شبوه (به عربی: محافظة شبوة)، نام استانی در کشور یمن در شبه‌جزیره عربستان و در محدوده یمن جنوبی است. اکثر جمعیت این استان، سنی مذهب شافعی هستند.

## تاریخچه
استان شبوه، در دوران قدیم، پایتخت پادشاهی حضرموت بوده‌است بعد «میفعة»؛ و بعد از اینکه دولت سبا بر حضرموت غلبه می‌کند در سال ۶۵ میلادی «شبوه» یکی از مهم‌ترین شهرهای تجارتی سبا می‌گردد. همچنین مدتی نیز این شهر پایتخت مملکت حمیر نیز بوده‌است، و بعد از اختلاف بین مذبح و حمیر مردم «شبوه» به حضرموت می‌کوچند و در آنجا شهری بنام شبام حضرموت بنا می‌نهند.

## آثار
آثار باستانی متعددی در این استان وجود دارد، وهمانطور که مؤرخ وتاریخ‌نویس یمنی سلطان ناجی می‌نویسد که بیش از ۶۰ معبد در دوران گذشته در «شبوه» وجود داشته‌است. 
در طی چند سال اخیر و در اثر حفاری و کنجکاوی آثار و باقی‌مانده‌های معابد و تماثیل زیادی از زیر زمین کشف شده‌است. باستان شناسان این گونه آثار به دوران دولت‌های متعاقب بر این شهر دانسته‌اند، همچنین چند قبر تاریخی نیز در این منطقه یافت شده‌است. 

## نقاطی دیگر که به نام شبوه خوانده می‌شود
چند نقاط دیگر به همین نام «شبوه» نیز نامیده می‌شوند:
- شبوة الاشباط.
- شبوة تعز.
- شبوة البیضاء، تعداد جمعیش ۹۶ نفر می‌باشد.
- شبوة عزلة العاقر، آثار زیادی در این منطقه کشف شده‌است.